# Leptodeira uribei
Espèce
Synonymes
- Pseudoleptodeira uribei Bautista & Smith, 1992

Statut de conservation UICN

 LC  : Préoccupation mineure
Leptodeira uribei  est une espèce de serpents de la famille des Dipsadidae.

## Répartition
Cette espèce est endémique de l'État de Jalisco au Mexique.

## Description
C'est un serpent ovipare mesurant au maximum 54 cm.

## Étymologie
Cette espèce est nommée en l'honneur de Zeferino Uribe Peña (1947-).

## Publication originale
- Bautista & Smith, 1992 : A new chromospecies of snake (Pseudoleptodeira) from Mexico. Bulletin of the Maryland Herpetological Society, vol. 28, no 3, p. 83-98.